# 关中十大怪
关中十大怪，也称秦风十怪或陕西十大怪，指的是中国陕西关中地区十种独具风格的民俗。

## 面条像腰带
面条是关中人最主要的饭食。关中人喜欢长且宽的面，一根面条宽度可达二三寸，长者更可至一米左右，形似腰带，故名。

## 锅盔像锅盖
其中以乾县锅盔为代表，直径可以在30至50厘米范围，厚度在3至8厘米之间，一般将面粉掺水搅拌，加入酵母。文火烘烤，色泽浅黄，形状为扁圆形，可长时间保存。地域不同，其中的配料和口味也有所变化。

## 辣子是道菜
将菜籽油加热，倒入磨碎的干辣椒面中，放凉之后即可食用。色泽鲜红，味道甘辣。是关中地区家庭中常见的调味品。

## 碗盆难分开
陕西关中人用的碗是很大的。一般都是粗瓷大碗。它大到和平时用的盆差不多一样，难以分清楚。所以说碗盆难分开。
关中地区常见的大碗多为粗瓷制成，少量的也有陶制。其口径多在20厘米以上，多为白青色，保温性好。

## 帕帕头上戴
是指将手绢或毛巾戴在头上的习俗。因为关中地区风沙大，平时可以防尘，干活时可以遮阳，擦汗。特别注意关中人和陕北人不一样，关中人是在后面绑来固定手绢的。

## 房子半边盖
因为关中平原近现代以来，大多年份比较干旱，缺水少雨，盖房子时半边盖可以将雨水聚集在自家“天庭”，然后自然流入人工挖掘的水窖内。半边盖的房子可以节省中国建筑中需要的大梁。这对以前的穷人来说是一项大的开支。

## 姑娘不对外
关中的姑娘很少嫁到外地。

## 不坐蹲起来
吃饭的时候，关中汉子们喜欢蹲在凳子上吃，而不是坐着吃。

## 唱戏吼起来
关中地方戏秦腔的表演朴实、粗犷、豪放，富有夸张性。